# متحف المدينة المنورة
متحف المدينة المنورة هو متحف يقع في المدينة المنورة بالمملكة العربية السعودية، أُسس عام 1983، ويعرض تراث المدينة وتاريخها ويضم مجموعات أثرية مختلفة ومعارض بصرية وصور نادرة تتعلق بالمدينة المنورة عبر العصور. يعرض المتحف حوالي 2000 قطعة أثرية نادرة تجسد تراث المدينة وثقافتها، وتوثق المناظر الطبيعية والسكان وكيف تم تشكيل المدينة على مر العصور.
تُعد مراحل تطور المسجد النبوي الذي بدأ ببناء صغير يجاوره غرفات لأمهات المؤمنين، وما طرأ عليه من توسعات عبر العصور المختلفة، إلى أن وصل للتوسعات في عصرنا الحالي وما هو عليه الآن أحد أكثر الأجزاء إثارة للاهتمام في معارض المتحف.

## التاريخ
في عام 1983 تم إطلاق مشروع لتحويل محطة الحجاز للسكك الحديدية التي تأسست عام 1908 إلى متحف يسمى متحف المدينة، كما تضمن المشروع إنشاء متحف سكة حديد الحجاز في الموقع.

## قاعات المتحف
يتكون المتحف من 14 قاعة تضم ما يلي:
- ردهة المتحف
- بيئة المدينة وتاريخها وطبيعتها
- المدينة في العصر النبوي
- زوجات الرسول محمد وأبنائه وبناته
- المهاجرين
- الأنصار
- المسجد النبوي
- المدينة في عهد الخلفاء
- المدينة في عهد الدولة السعودية الأولى
- المدينة في عهد الدولة السعودية الثانية
- المدينة في عهد الملك عبد العزيز
- تراث المدينة الثقافي